# Polygala sanariapoana
Polygala sanariapoana är en jungfrulinsväxtart som beskrevs av Julian Alfred Steyermark. Polygala sanariapoana ingår i släktet jungfrulinssläktet, och familjen jungfrulinsväxter. Inga underarter finns listade i Catalogue of Life.